# Mbili (République centrafricaine)
Mbili est une  commune rurale de la préfecture de Ouham-Pendé, en République centrafricaine. Elle est traversée par la rivière Lim (affluent du Logone) qui la traverse du sud vers le nord.

## Géographie
La commune de Mbili s’étend au nord-ouest de la préfecture de l’Ouham-Pendé. Elle est située sur la rive droite de la rivière Mbéré et de son affluent le Ngou qui forment la frontière avec le Cameroun. La plupart des villages sont situés sur l’axe Mbéréwock - Baba-Lim. 
|         | Touboro |      |
| Djohong | Mbili   | Kodi |
|         | Koui    |      |

## Villages
Les villages principaux sont : Bogoui et Baba-Lim.
La commune compte 27 villages en zone rurale non recensés en 2003 : Ndokombalé, Ngoakala, Assana, Mbadoui, Mboussa, Byaya-Wantounou, Sedouck, Boyang ya, Ndoumbé,  Bougoui, Gbawe 1, Bossemté 2, Boyay, Kordamo 2, Kordamon 1, Bézim, Gbabiri, Bogang 3, Ngaoundaye, Bogang, Bossemté 3, Benguédio, Bossemté 1, Beng, Boyo, Gbawé 2, Bogang 4.

## Éducation
La commune compte 7 écoles publiques : à Sarki-Bogong4, Bogong2, Bogang3, Korndamon, Bouyangou, Gbawe, et
Assana.

## Santé
La commune située dans la région sanitaire n°3 dispose d’un poste de santé à Assana.